# Myosotis congesta
Myosotis congesta är en strävbladig växtart som beskrevs av R. J. Shuttlew. Myosotis congesta ingår i släktet förgätmigejer, och familjen strävbladiga växter. Inga underarter finns listade i Catalogue of Life.